# Giancarlo Giordano
Giancarlo Giordano (Avellino, 11 dicembre 1972) è un politico italiano, deputato alla Camera nella XVII legislatura della Repubblica Italiana per Sinistra Italiana-Sinistra Ecologia e Libertà.

## Biografia
È stato eletto consigliere comunale ad Avellino nel 1995 con il Partito Democratico della Sinistra. Sempre nella sua città natale ha ricoperto, come esponente dei Democratici di Sinistra (DS), la carica prima di assessore alle politiche giovanili e poi, dal 2004 al 2006, quella assessore alle politiche sociali.
Nel 2007, allo scioglimento dei DS per lasciare spazio al Partito Democratico, non partecipa alla sua fondazione, aderendo invece alla scissione di Sinistra Democratica di Fabio Mussi e Cesare Salvi, che poi nel 2009 confluisce in Sinistra Ecologia e Libertà (SEL) di Nichi Vendola.
Il 25 febbraio 2013 viene eletto deputato con SEL. Dopo essersi candidato alla carica di sindaco, il 10 giugno 2013 viene eletto anche consigliere di minoranza al Comune di Avellino. Fino al 13 luglio 2013, data in cui la carica è stata acquisita dall'ex deputato Raffaele Aurisicchio, è stato coordinatore provinciale di Sinistra Ecologia Libertà ad Avellino.
Nel 2017, con lo scioglimento di SEL e la sua confluenza in Sinistra Italiana come partito, partecipa alla sua fondazione. Nel marzo 2018 termina il proprio mandato parlamentare.